# Лужа, Войтех
Войтех Борис Лужа (чеш. Vojtěch Boris Luža, крестное имя Борис принял после перехода в православие, во время войны в России; 26 марта 1891 года, Угерски-Брод, Маркграфство Моравия, Австро-Венгерская империя — 2 октября 1944 года, Гржиште у Пршибислава, Протекторат Богемии и Моравии, Нацистская Германия) — чехословацкий военачальник, участник Первой мировой войны и Гражданской войны в России, один из военнослужащих Чехословацких легионов. Видный представитель чехословацкого антинацистского сопротивления на родине.

## Биография

### Юность и война
Родился 26 марта 1891 года первенцем в семье слуги Вацлава Лужи и Юлии (урождённой Голасковой). Его брат Богуслав, который был на два года моложе его, впоследствии ставший мэром Угерского Брода и депутатом Национального собрания от национальных социалистов, находился в нацистском заключении с 1939 года и умер вскоре после освобождения Бухенвальда. В период с 1902 по 1909 год учился в чешской высшей реальной школе в Угерском Броде, которую окончил 30 августа 1909 года с аттестатом зрелости. Затем поступил изучать электротехнику в Технический университет в Брно, где закончил восемь семестров с 1909 по 1913 год и сдал первый государственный экзамен с отличием 11 ноября 1912 года.
После начала Первой мировой войны, 3 августа 1914 года, был призван в качестве добровольца в 35-й пехотный полк в Пльзени. Окончил местную школу пехотных офицеров запаса и 14 ноября 1914 года был отправлен в качестве командира взвода на Восточный фронт, где 30 августа 1915 года был взят в русский плен (в звании подпоручика) в окрестностях города Галич. 11 апреля 1916 года направил прошение о зачислении в 1-ю сербскую добровольческую дивизию, и 20 июля 1916 года стал членом резервного батальона дивизии в Одессе. Был направлен в 1-й полк, где до 15 января 1917 года служил сначала командиром пехотного взвода, затем командиром пулеметного взвода и, наконец, пулеметной роты. Со своим подразделением он принял участие в боях за Добруджу с 16 августа по 2 октября 1916 года. 

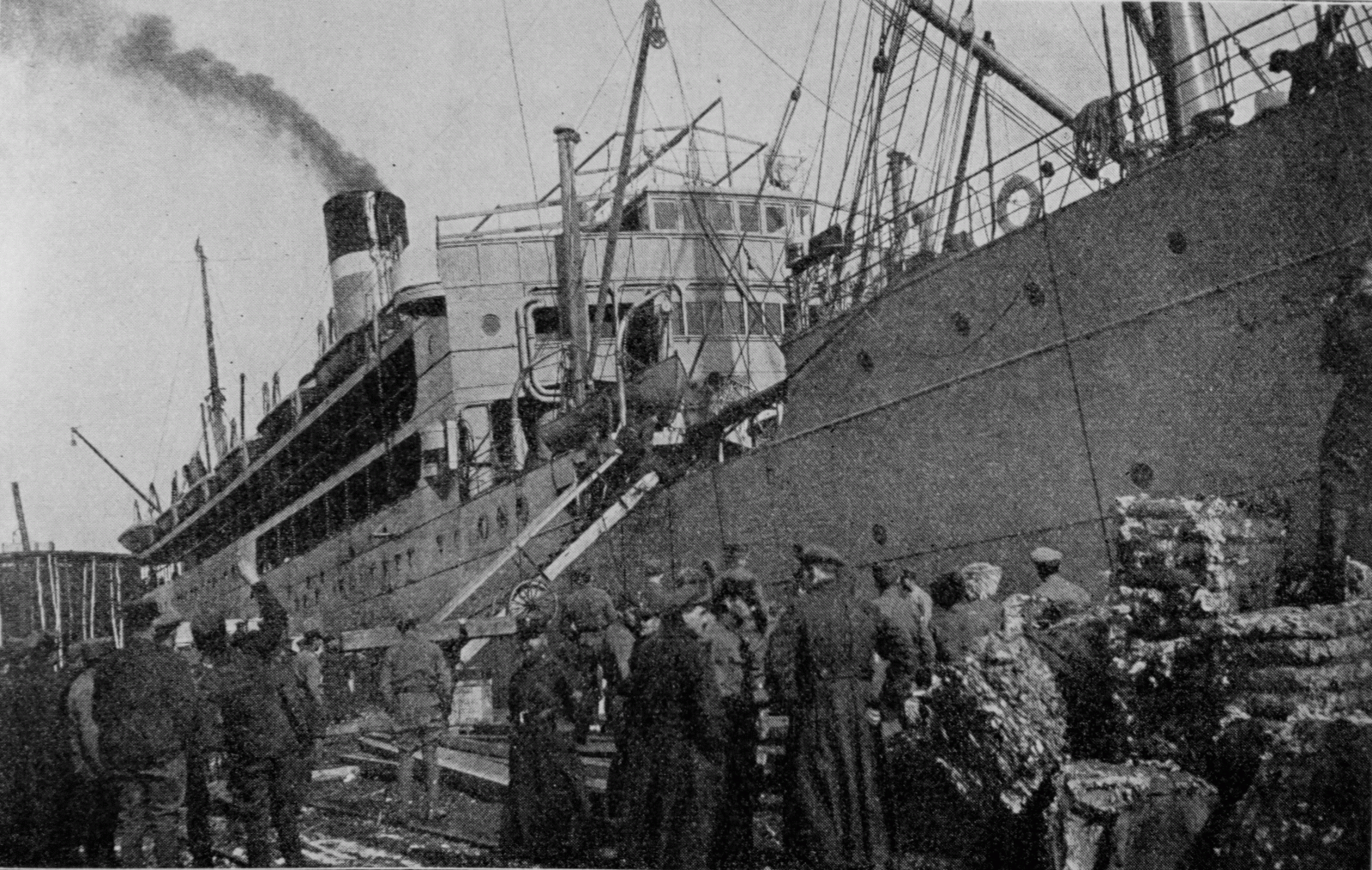
Чехословацкие легионеры у корабля Мадаваска

16 января 1917 года попросил о переводе в Чехословацкий корпус и был причислен ко 2-му чехословацкому стрелковому полку. В полку служил непрерывно вплоть до возвращения на родину весной 1920 года, где последовательно прошел должности от инструктора-пулеметчика до командира
пехотной роты, командир пулеметной роты, командир пулеметного батальона и командира второго батальона, вплоть до заместителя командира полка (был произведён в капитаны 1 августа 1918, в майоры 16 ноября 1918 года, и в подполковники 1 апреля 1920 года). Принимал участие в Зборовском сражении, сражался при отступлении с Украины и в стычках с большевиками под Марьяновкой, Казанью, Челябинском, Троицком и во многих других местах. В январе 1920 года отплыл из Владивостока заместителем командира 19-го корабельного транспорта на американском корабле «Мадаваска», а 22 апреля 1920 года вернулся на родину в звании подполковника.
В России в 1917 году принял православие и взял имя Борис, но через два года покинул церковь, и после этого стал писать в официальных документах об отсутствии вероисповедания. Считал католицизм слишком австрийским, но позднее, во время работы в Оломоуце, смягчил своё мнение, установив тесные отношения с местными представителями католической церкви.

### Межвоенное время
После возвращения на родину решил остаться в армии, и после отпуска, 7 июня 1920 года поступил на службу во 2-й пехотный полк в Литомержице, став временным командиром полка. Однако 3 сентября 1920 года, был отправлен на обучение на третий курс Школы Генерального штаба в Праге. До её окончания, стал командиром 5-го пехотного полка в Праге. Прошёл также курс для командиров полков в Хомутове в 1920 году и информационный курс для штабных офицеров и генералов в Праге в 1921 году. В период с 4 ноября 1922 по 30 сентября 1923 года, был студентом второго курса Пражского военного училища, по окончании которого был переведен в группу офицеров Генерального штаба. С 20 сентября 1923 по 30 ноября 1929 года занимал должность начальника 3-го (оперативного) отдела главного штаба в Праге (назначен на эту должность 1 января 1924 года, произведён в полковники 10 января 1925 года). В качестве начальника отдела разработал модификацию плана наступления III-A, направленный на противодействие потенциальной агрессии со стороны изолированной Венгрии, считавшейся в то время главным потенциальным противником. Ключевым изменением стало то, что армия должна была контратаковать сразу после отражения атаки противника. В предложении также говорилось о необходимости сотрудничества армии с правительством и Министерством иностранных дел, что ранее не практиковалось. Лужа также требовал от солдат исходить из реальной внешнеполитической обстановки и в то же время получать от законного правительства четкие цели и приказы (например, о целесообразности отступления или не обороне тех или иных территорий республики, не имеющих военного значения).

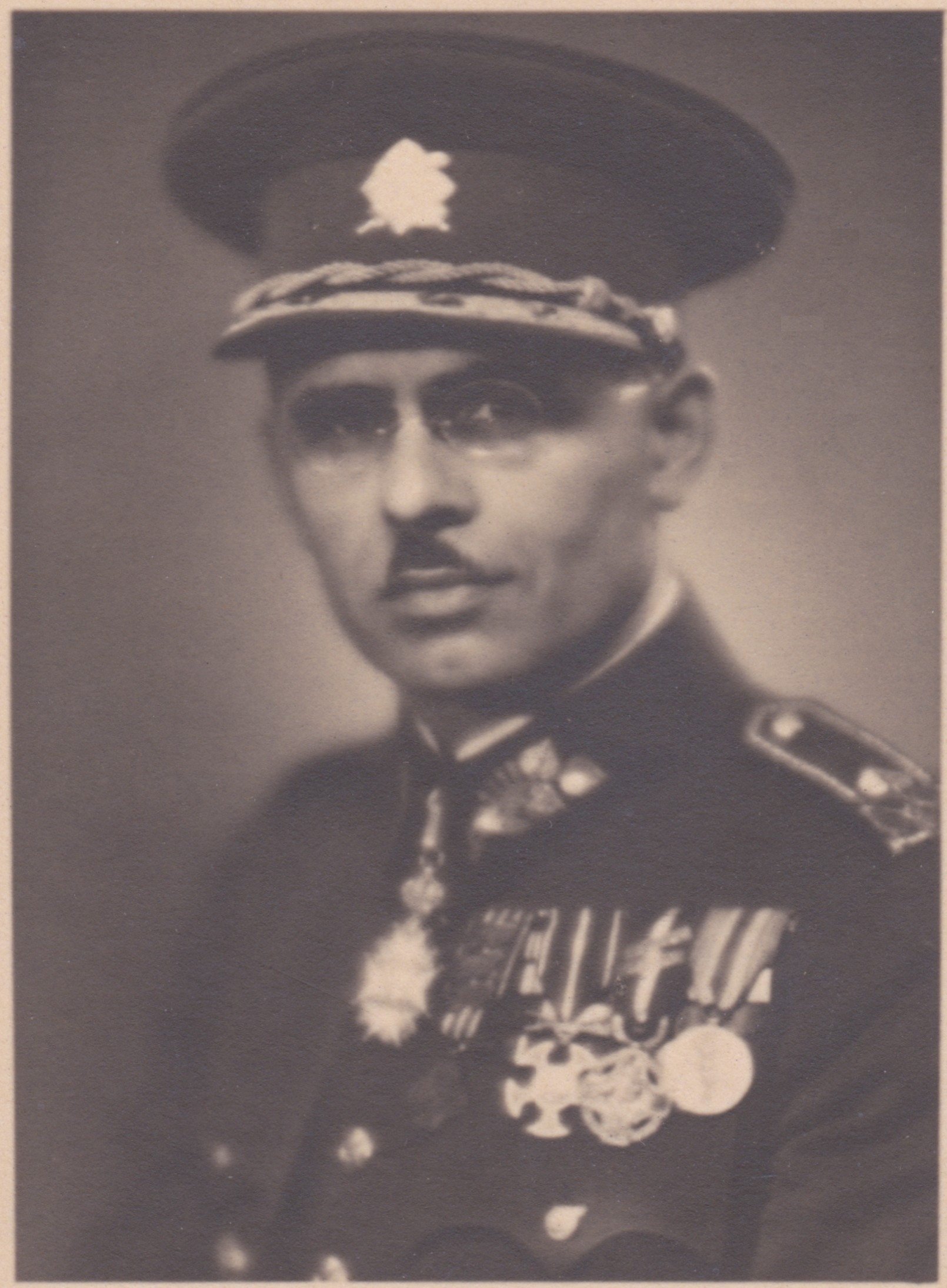
Фотопортрет, 1934 год

Прошёл информационный курс для полковников и генералов в Париже в 1925 году и 16 июля 1929 года получил звание бригадного генерала. С 1 декабря 1929 по 28 февраля 1932 года он командовал 1-й горнострелковой бригадой в Ружомберке (одновременно с этим, с 15 октября 1930 по 1 августа 1931 года был преподавателем на курсах для старших командиров в Праге). В период с 29 февраля по 4 апреля 1932 года проходил стажировку в Военной академии в Праге, а с 4 апреля по 15 июня 1932 года проходил стажировку в Военной академии в Париже. 31 июля 1932 года назначен командиром Военного училища, с 10 января 1934 стал руководителем Пражской высшей военной школы и занимал эту должность до 14 октября 1935 года. 7 января 1934 года был произведён в дивизионные генералы. Котороткое время был командиром V корпуса в Тренчине. 15 ноября 1935 года вступил в должность командира IV корпуса в Оломоуце.
30 ноября 1937 года был назначен региональным военным командующим в Брно, благодаря прямому вмешательству президента Бенеша, и занимал эту должность вплоть до ликвидации вооруженных сил Чехословакии летом 1939 года. Во время всеобщей мобилизации в сентябре 1938 года, которая проходила на фоне Судетского кризиса, стал командующим 2-й чехословацкой армии, в чью задачу входила оборона северной Моравии. Был потенциальным преемником Людвика Крейчи на посту начальника Генерального штаба, которого тот критиковал за подготовку обороны в форме чрезмерно оборонительного боя в крепостях. Был сторонником наступательной тактики французского маршала Фоша, немецкого генерала Людендорфа и книги «Внимание, танки! История создания танковых войск» немецкого генерала Гудериана. Был участником аудиенций высших военных командиров (на которых присутствовал сам с генералами Крейчи, Прхалой и другими) с президентом Эдвардом Бенешем 21 и 29 сентября 1938 года, где они оказывали на него давление в пользу военной обороны против нацистской Германии даже без поддержки Франции и Великобритании. После принятия Мюнхенского соглашения входил в группу генералов, которая рассматривала возможность военного свержения правительства генерала Сырового. В конце 1938 года написал эссе, в котором критиковал отступление без боя.
После падения Первой и Второй Чехословацких республик и образования Протектората Богемии и Моравии, был уволен с военной службы в звании дивизионного генерала. После этого продолжил учёбу в Техническом университете Брно, однако не закончил его из-за закрытия университетов 17 ноября 1939 года. Одновременно с этим с августа 1939 года стал работать в Министерстве общественных работ и был направлен на службу в Земельное управление в Брно. С 1 декабря 1939 года работал в Брненском региональном управлении заместителем начальника региональной технической службы Моравии до 31 марта 1941 года, когда вышел в отставку по собственному желанию.

### Вторая мировая война
После начала нацисткой оккупации, отказался вступать в создаваемую офицерами и солдатами организацию сопротивления «Защита нации», поскольку считал, что её быстро раскроет и уничтожит Гестапо. Сотрудничал с группой сопротивления «Parsifal» и поддерживал контакты со своим другом генералом Алоисом Элиашем, а также с лидерами «Защиты нации». Задолго до того, как Рейнхард Гейдрих стал исполняющим обязанности рейхспротектора, готовил свой переход в подполье. Через посредника получил предупреждение от Элиаша о готовящимся аресте. После ареста Элиаша 28 сентября 1941 года, Лужа ушёл в подполье. Ранее, он отказался от предложения бежать из страны и участвовать в сопротивлении за рубежом. На следующий день после исчезновения Лужи, гестапо арестовало его жену Миладу и сына Радомира и продержало их в одиночном заключении, однако в связи с недостатком доказательств, они были освобождены (17 октября сын, 12 ноября жена) и после жили под постоянным наблюдением со стороны тайной полиции. Позднее, в сентябре 1942 года, после новых попыток ареста, его сын и жена также ушли в подполье.
После перехода в подполье скрывался в доме Карела Новака в Явуреке недалеко от Домашова в Высочине. С июня 1942 года по март 1943 года скрывался в доме Яна и Франтишки Сецовых в Босоногах у Брна. После арестов участников сопротивления в Брно, вернулся на Высочину, где скрывался на бывшем кирпичном завода в Панове. Через несколько месяцев вернулся в Босоноги, где оставался до мая 1944 года. После того, как в мае 1944 года Карел Папрскарж разоблачил Виктора Рышанка и Станислава Йизеру как информаторов гестапо, бежал с семьёй Сецовых на Высочину.
С октября 1942 года сотрудничал с офицерами капитаном Генерального штаба Йозефом Роботкой, капитаном Генерального штаба Карлом Штайнер-Веселым и профессором Йосефом Грной. Вместе они основали на остатках «Защиты нации» и «PVVZ» новую организацию сопротивления, сначала называвшуюся ПРНВ «Подготовительный революционный национальный комитет» (ПРНВ, чеш. Přípravný revoluční národní výbor, PRNV), с апреля 1944 года «Весна» (чеш. Jaro), затем «Совет Трёх» (чеш. Rada tří, R3). Несмотря на то, что Лужа был старше их по званию, офицеры часто действовали вопреки его приказам. Прямая связь с чехословацким правительством в изгнании, министром национальной обороны Яном Сергеем Ингром сначала обеспечивалась радиостанциями «Спарта», после их уничтожения в 1941 году — парашютными десантами из Британии, с 1943 года — курьерской службой, а в 1944 году — снова десантами («Кальций», «Барий»).
Летом 1944 года группа «Весна» объединилась с организацией «Авала» Йозефа Цисаржа и создала единый «Совет трёх», представителями которого стали Грня, Лужа и Цисарж. В группу вошла группа Йозефа Сватоня, тем самым были налажены связи с коммунистическим подпольем и движением сопротивления в Словакии. После высадки союзников в Нормандии в июне 1944 года началась подготовка к последней зиме и разработка планов вооруженного восстания чешского сопротивления, командующим которого должен был стать Лужа, и он имел поддержку групп сопротивления и правительства в изгнании. По призыву Цисарже и Йиржиковского переехал в Ржичаны близ Праги, где подготовил конкретные шаги для партизанской борьбы, которая, по его представлениям, должна была превратиться в вооруженное восстание народа против оккупантов, подобное Словацкому национальному восстанию, после приближения фронта к Протекторату. От имени главнокомандующего Совета трёх обратился к правительству в изгнании в Лондоне с просьбой о поставках оружия, которое было обещано, но так и не было доставлено. Сложные попытки наладить контакты и поставки оружия из Советского Союза до высадки десанта не увенчались успехом, поэтому единственным источником оружия оставалась территория протектората — склады оружия СС на полигоне близ Бенешова и завод боеприпасов в Влашиме. После того, как восстание должно было начаться, Лужа надеялся на поддержку западных союзников и Красной Армии.
Летом того же года обратился с призывом к чехословацким офицерам, которые ещё не присоединились к сопротивлению: «Поэтому в последний час я призываю бывших военнослужащих наших вооруженных сил, в первую очередь действующих офицеров, предоставить себя в распоряжение существующих внутренних организации сопротивления, не дожидаясь призыва. Те из них, кто не принимает активного участия в освободительной борьбе, будут преданы военному суду за умышленное неисполнение своих обязанностей». После частых арестов и последующих казней бойцов сопротивления издал приказ о том, что при аресте должно быть оказано надлежащее сопротивление Гестапо: «Честь нации, а следовательно, и армии требует, чтобы каждый ее член, а тем более действующий офицер или солдат, не был арестован гестапо без оказания должного сопротивления. «Все те, кто позволил себя арестовать и продолжит позволять себя арестовывать подобным образом, предстанут перед военным судом».

### Смерть
После убийства члена группы «Сигма» Йозефа Оуржедника и ареста Франтишека Йиржиковского из «Авалы», 13 сентября 1944 года оказался в опасности и решил вернуться в Моравию, в более безопасные укрытия. 28 сентября 1944 года, вместе со своим адъютантом, лейтенантом запаса Йозефом Корешем (1917–1944), они прошли пешком из Ржичан в Кацов, где провели ночь. Они продолжили путь через долину Сазавы в сторону Нове-Место-на-Мораве, к штаб-квартире «Совета трёх». Промокшие под дождем после 120-километрового марша (оставалось 45 км), они остановились 2 октября 1944 года после двух часов дня в Гржиште близ Пршибыслава. Сначала они обратились за помощью к Алоизии Матейовой из дома №14 на окраине деревни, которая направила их к мэру Ярославу Гонзе в доме №12. Мэр, занятый работой, проверил только личные документы на имена Венцеля Музиля, лесничего, и Йозефа Кореша, клерка, и отправил их отдыхать в гостиницу Марии Немцовой, дом №55. Опасаясь провокаций со стороны агентов гестапо, мэр сообщил сержанту жандармерии Йозефу Навратилу, который проводил расследование в деревне, о прибытии неизвестных с документами, и тот посетил мэра. После мэр ещё раз проверил неизвестных в гостинице.
Ранее, в 1943 году, сержант Навратил был награждён за задержание беглого советского военнопленного. После четырёх часов, тот позвонил в Пршибыслав и запросил подкрепление из двух жандармов. Невратил получил приказ от своего начальника Богуслава Мечиржа следить за неизвестными лицами, пока он не прибудут вместе со жандармом Станиславом Кундеркой. После пяти часов вечера, троя жандарма (Мечирж, Навратил и Кундерка) вошли в гостиницу через главный вход с оружием наготове и крикнули мужчинам: «Руки вверх!». После повторенного приказа был открыт огонь. Во время перестрелки с жандармами Лужа был убит на месте, его тяжело раненый адъютант скрылся из гостиницы, и покончил с собой на близлежащем поле. Настоящие личности обоих людей были раскрыты лишь несколько дней спустя гестапо, которые были вызванны для расследования. После чего оба кремированы в Брно, а их прах развеян.
Войтех Лужа является единственным из 24 Чехословацких генералов убитых во время Второй мировой войны с оружием в руках.

## Месть за убийство
Сопротивление постепенно узнавало о произошедшем событии в Гржиште, и, наконец, 20 октября 1944 года правительство в изгнании было проинформировано об этом по радиостанции десантного отряда «Кальций». Преемник на посту военного командира «Совета трёх» полковник Йозеф Сватонь (1893–1944, псевдоним Доубек) приказал сыну расстрелянного Радомиру Луже (псевдоним Станя) принять ответные меры. Из 40 членов партизанского отряда Йозефа Серинка (Черного) «Чапаев», созданный в основном из беглых советских военнопленных, были отобраны младший лейтенант и лётчик Николай Бахмутский, Михаил Тумаев, Дмитрий Комаров, Михаил Барячный, Александр Погорелов, Андрей Романов, И. Мартынов, Николай Чурсин и Адольф Шеды, к ним присоединился Радомир Лужа и Ян Сец. В ночь на 25 октября 1944 года группа из 12 партизан двинулась из Даньковиц через Кадов, Фришаву, Светнов, Малые Лосенице у Пршибыслава, где 26 октября 1944 года в восемь часов вечера окружила и ворвалась в отделение жандармерии, расположенное в доме №9. В отделении был только Иржи Хёрнер. У Мечиржа случился нервный срыв, и он не был на дежурстве, поэтому его заманили на станцию с помощью Хёрнера. Наконец, Ондржей Отевржел, Станислав Кундерка, Карел Сойка вернулись с обхода в отделение.
После допроса и вынесения смертного приговора все пятеро жандармов были казнены в подвале отделения. Из них только Мечирж и Кундерка принимали непосредственное участие в убийстве генерала Лужи. Позднее, Радомир Лужа комментировал ответные действия: «Эти жандармы всегда вели себя как жандармы протектората. Как высокомерные начальники. Если бы кто-либо из жандармов осудил это убийство и предложил бы нам сотрудничать, мы бы взяли его с собой». Позже это событие было воспринято как начало активной партизанской войны, поскольку начались нападения на жандармские участки в Зубри, Зашове, Малой Лготе и Подградной Лготе с целью получения оружия и профилактики, поскольку многие жандармы более не могли рассчитывать на безнаказанность за свое активное сотрудничество с оккупантами.
Сержант Навратил же, после убийства Лужи, был переведён служить в другое отделение в Тишнов, где и скончался 25 апреля 1945, после бомбардировок советской авиации. Мэр Гонза скрывался от мести у родных в Гавличковом Броде, и был арестован после окончания войны, но был оправдан, после того как доказал, что в самом деле думал, что незнакомцы были провокаторами гестапо,  а также поддерживал нескольких политических заключенных продовольствием, а также помогал оставшимся в живых погибшим бойцам сопротивления. Местные жители Гржиште также заступались за своего мэра во время суда.

## Память
После войны, 18 августа 1945 года, Технический университет в Брно, посмертно даровал степень Инженера электротехники (Ing.) генерале Луже.

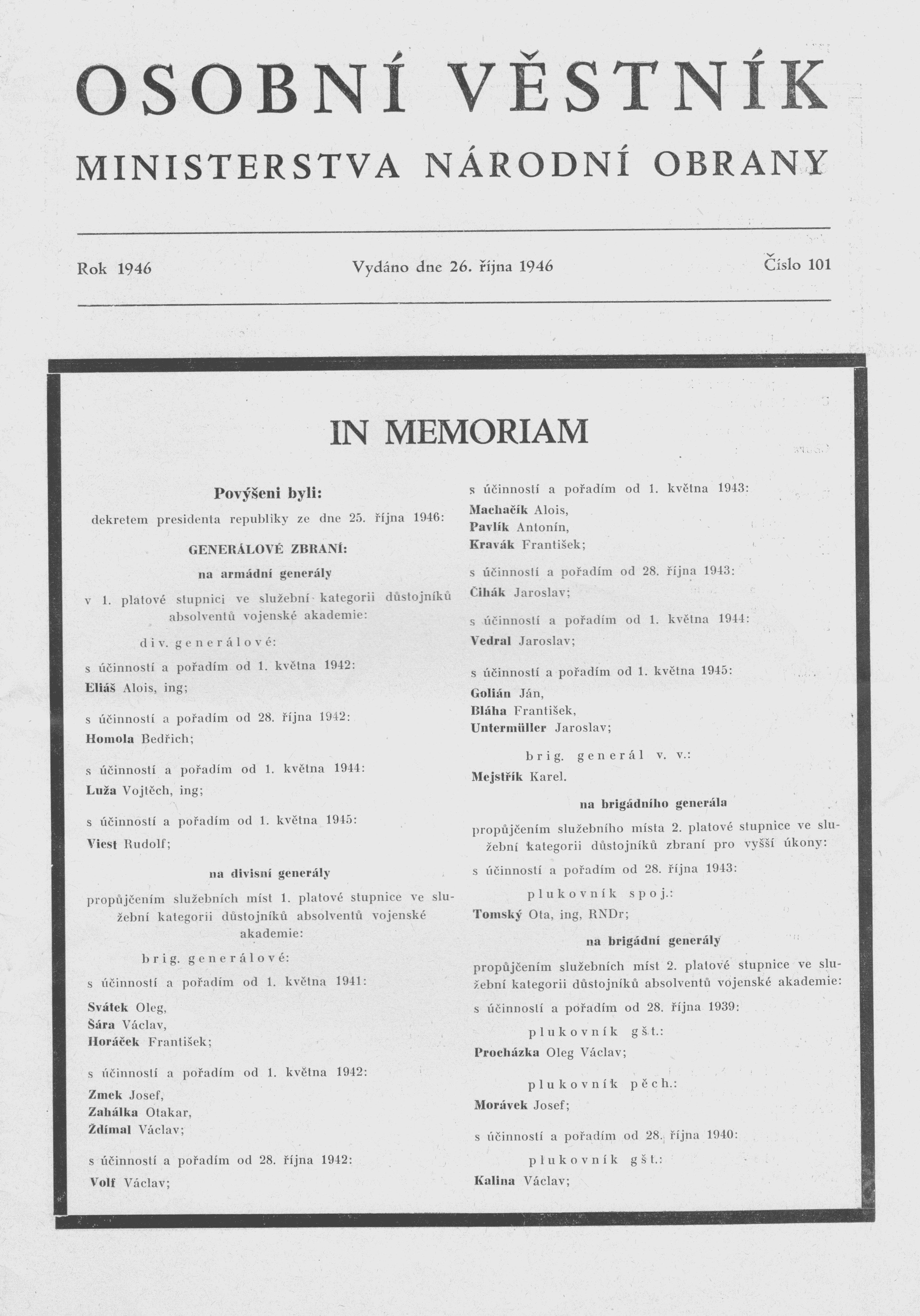
Особый вестник Министерства национальной обороны, 1946 год

26 октября 1946 года, президент Эдвард Бенеш, посмертно произвёл Лужу в генералы армии.
В 1992 году президент Вацлав Гавел посмертно наградил орденом Милана Растислава Штефаника II степени.
В 2022 году президент Милош Земан посмертно наградил орденом Белого Льва I степени.

## Награды

### Чехословакия[23]
- Орден Сокола с мечами
- Чехословацкий Военный крест 1918 года
- Чехословацкая революционная медаль
- Чехословацкая медаль Победы
- Чехословацкий Военный крест 1939—1945 годов
- Орден Милана Растислава Штефаника II степени (1992)

### Чехия
- Орден Белого Льва I степени

### Российская империя
- Орден Святой Анны III степени с мечами и бантами
- Орден Святого Владимира IV степени с мечами и бантами

### Иные
- Военный крест 1914—1918 (Франция)
- Кавалер ордена Почётного легиона (Франция)
- Офицер ордена Почётного легиона (Франция)
- Командор ордена Возрождения Польши (III степень, Польская Республика)
- Рыцарский крест ордена Белого орла (Королевство Югославия)
- Командор ордена Святого Саввы (Королевство Югославия)
- Орден Югославской короны II степени (Королевство Югославия)
- Командор ордена Звезды Румынии с мечами (Королевство Румыния)
- Крест «За боевые заслуги» (Королевство Италия)
- Медаль «В память о войне 1914-1918» (Королевство Югославия)
- Медаль Милоша Обилича за храбрость (Королевство Югославия)
- Крест «В память о войне 1915-1918» (Королевство Румыния)

## В культуре
- В компьютерной игре Hearts of Iron 4 является военачальником Чехословакии со званием фельдмаршала с бонусами на атаку.